# 클로스트리디움 디피실

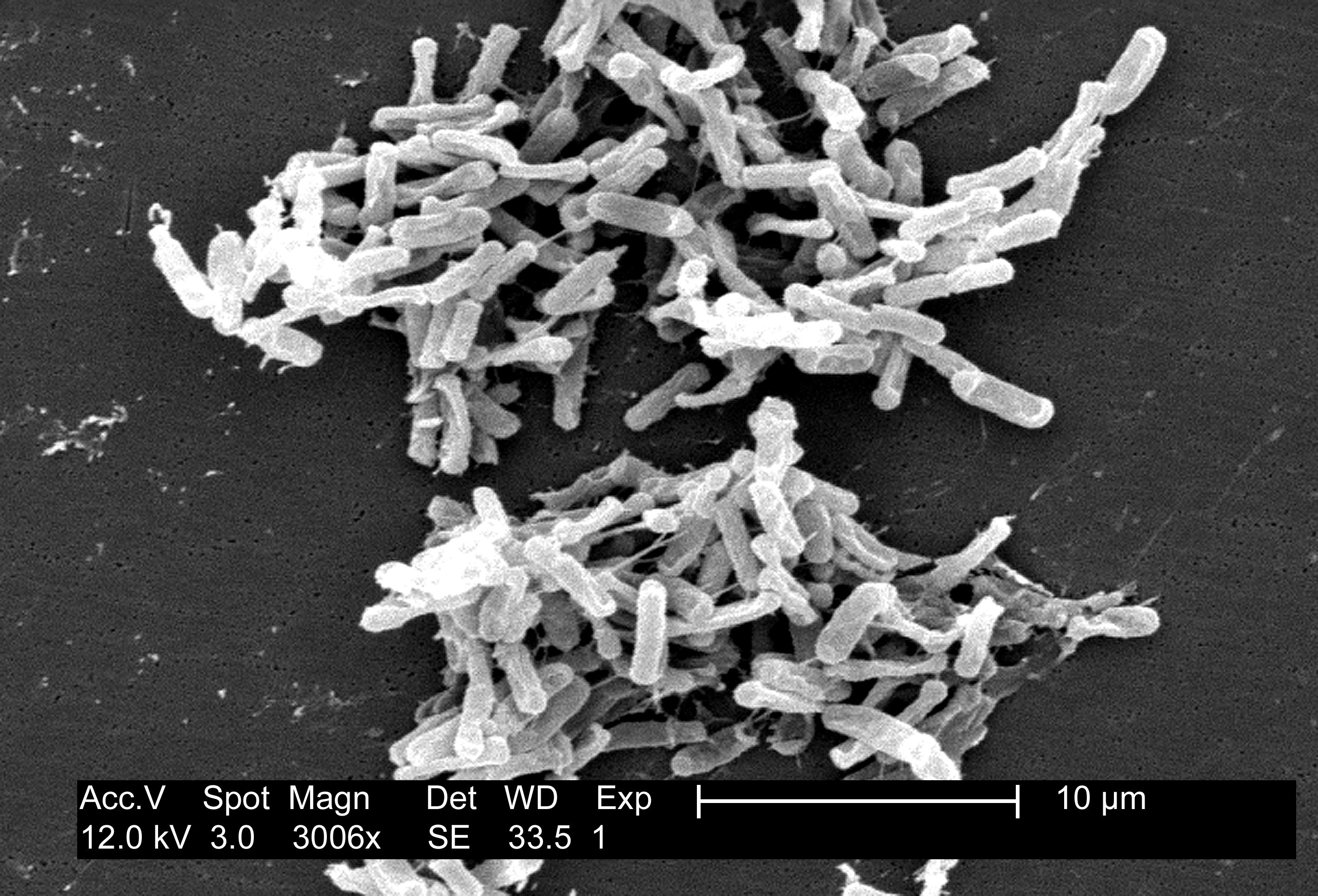
막대모양의 클로스트리디움 디피실균 현미경 쵤영

펩토클로스트리디움 디피실(Peptoclostridium difficile, 또는 C. difficile 또는 C. diff)로도 알려진 클로스트리디움 디피실(Clostridium difficile , 동의어 Clostridioides difficile)은 그람 양성균의 포자 형성 박테리아이다.

## 아포균
아포균(芽胞菌)은 포자를 형성하는 세균을 통틀어 이르는 말로서 클로스트리디움 디피실 균은 혐기성 아포균(嫌氣性芽胞菌)으로 혐기 조건에서 살아가며, 환경 내성이 강하고 생존 기간이 길며 홀씨를 가지고 있는 세균의 한 부류로 분류된다.

## 같이 보기
- 클로스트리디움 디피실 감염